# Сальсетт
Сальсетт (англ. Salsette Island) — остров в Индийском океане в гавани Мумбаи (Индия). Мегаполис Мумбаи и город Тхана находятся на нём, что делает его одним из самых густонаселенных островов в мире. Население города составляет около 15,1 миллиона человек, а площадь острова составляет около 619 км².

## География
Остров Сальсетт ограничен на севере ручьём Васаи, на северо-востоке — рекой Улхас, на востоке — ручьем Тхана и Бомбейской гаванью, а на юге и западе — Аравийским морем. Первоначальные семь островов Бомбея, которые были объединены путём осушения и строительства дамб в течение XIX и начала XX веков, чтобы сформировать город Мумбаи, в настоящее время являются практически выступающим на юг полуостровом гораздо более крупного острова Сальсетт.
Остров Тромбай, который располагался к юго-востоку от Сальсетта, сегодня является частью Сальсетта, так как большая часть промежуточных болот была осушена. На острове находится национальный парк Боривали, также известный как национальный парк Санджай Ганди.
Город Тейн находится в северо-восточном части, на берегу Тейн-Крик, а его пригород Мира-Бхаяндар лежит в северо-западной части.
Политически район Мумбаи-Сити охватывает полуостров к югу от Махима и Сиона, в то время как большая часть первоначального острова составляет пригородный округ Мумбаи. Северная часть находится в пределах округа Тхана, который простирается через ручьи Васаи и Тхана на материк.

## История
Слово Сасашти (также сокращенное до Сашти) — на языке маратхи, означающее «шестьдесят шесть», что означает «шестьдесят шесть деревень» на острове. Он был заселен фермерами, ремесленниками и рыбаками, которые были обращены в христианство ещё в 55 году н. э. с приходом ученика Христа Святого Варфоломея в северную часть Конкана, на западе Махараштры. Позже они были обращены в римское католичество четырьмя религиозными орденами — доминиканцами, францисканцами, августинцами и иезуитами — которые прибыли в XV веке с португальцами. Эти исконные уроженцы Сальсетта — католики из восточной Индии.
На острове также расположено 109 буддистских пещер, в том числе в Канхери, которые датируются концом II века.
Сальсетт управлялся правопреемством индуистских королевств, последним из которых были Сильхары.
В 1343 году острова были аннексированы мусульманским султанатом Гуджарат.
В 1534 году португальцы забрали острова у султана Бахадур-шаха из Гуджарата. Сашти стал частью северной провинции португальской Индии. Он был передан в аренду Д. Диого Родригесу с 25 октября 1535 по 1548 год. В 1554 году острова были переданы Гарсиа де Орта, известному врачу и ботанику, а также автору коллоквиумов на тему «Простые лекарства, лекарства и лекарственные препараты Индии», основополагающая работа по индийской и восточной медицине того времени.
Британцы оккупировали Сальсетт в 1774 году, и она была официально передана Ост-Индской компании в Салбайском договоре 1782 года. В 1782 году Уильям Хорнби, в то время губернатор Бомбея, инициировал проект по соединению семи островов Бомбея. К 1845 году семь южных островов были соединены в Старый Бомбей площадью 435 км². Железнодорожные мосты и дамбы были построены в XIX веке, чтобы соединить остров Бомбей с материком через Сальсетт. Каналы, отделяющие Бомбей от Сальсетта и Тромбая, были соединены мостом Сиона в 1803 году. Доступность острова значительно улучшилась после строительства этой дороги. Махим и Бандра были соединены Дамбой Махим в 1845 году. Эти железнодорожные линии и дороги побуждали богатых торговцев строить виллы на Сальсетте. К 1901 году население Сальсетта увеличилось до 146 993 человек, и этот регион стал называться Большим Бомбеем.